# Abalos Colles
Abalos Colles (latín para "Montañas de Abalos") es un fragmento estratificado de la unidad basal Rupes Tenuis del Planum Boreum, ubicado al sur de la escarpa Rupes Tenuis y al oeste del cráter Escorial, en el planeta Marte. Contiene 16 montículos. Abalos Colles es una de las características nombradas en las cercanías de Planum Boreum, el polo norte marciano. Lleva el nombre de una de las características de albedo en Marte ubicada en la latitud 72° N, longitud 70 ° W. Su nombre fue aprobado oficialmente por la Unión Astronómica Internacional (IAU) en 2003.
Se extiende desde la latitud 74,81°N hasta 78,78°N y desde la longitud 284,54°E hasta 293,39°E (66,61°W – 75,46°W). Su centro está ubicado en la latitud 71,65°N, longitud 76,83°O, y tiene un diámetro de 235,83 km. Los montículos de Abalos Colles son de forma irregular, angulosa o cónica.  La parte superior de las formas cónicas puede presentar cráteres, y también puede ser plana. Su altura varía entre menos de cien a menos de 700 metros, con diámetros superiores en el rango de 20 km. El límite más septentrional del campo de dunas de Abalos Undae está situado en el canal suroeste que separa Abalos Colles del casquete polar principal, y desde allí el campo de dunas se extiende hacia el suroeste hasta las tierras bajas de Vastitas Borealis.